# Championnats d'Europe de triathlon 2022
Navigation
Édition précédente Édition suivante
Les championnats d'Europe de triathlon 2022 ont lieu du 12 au 14 août 2022 à Munich, en Allemagne, dans le cadre des championnats sportifs européens 2022, deuxième édition des championnats sportifs européens.

## Épreuves

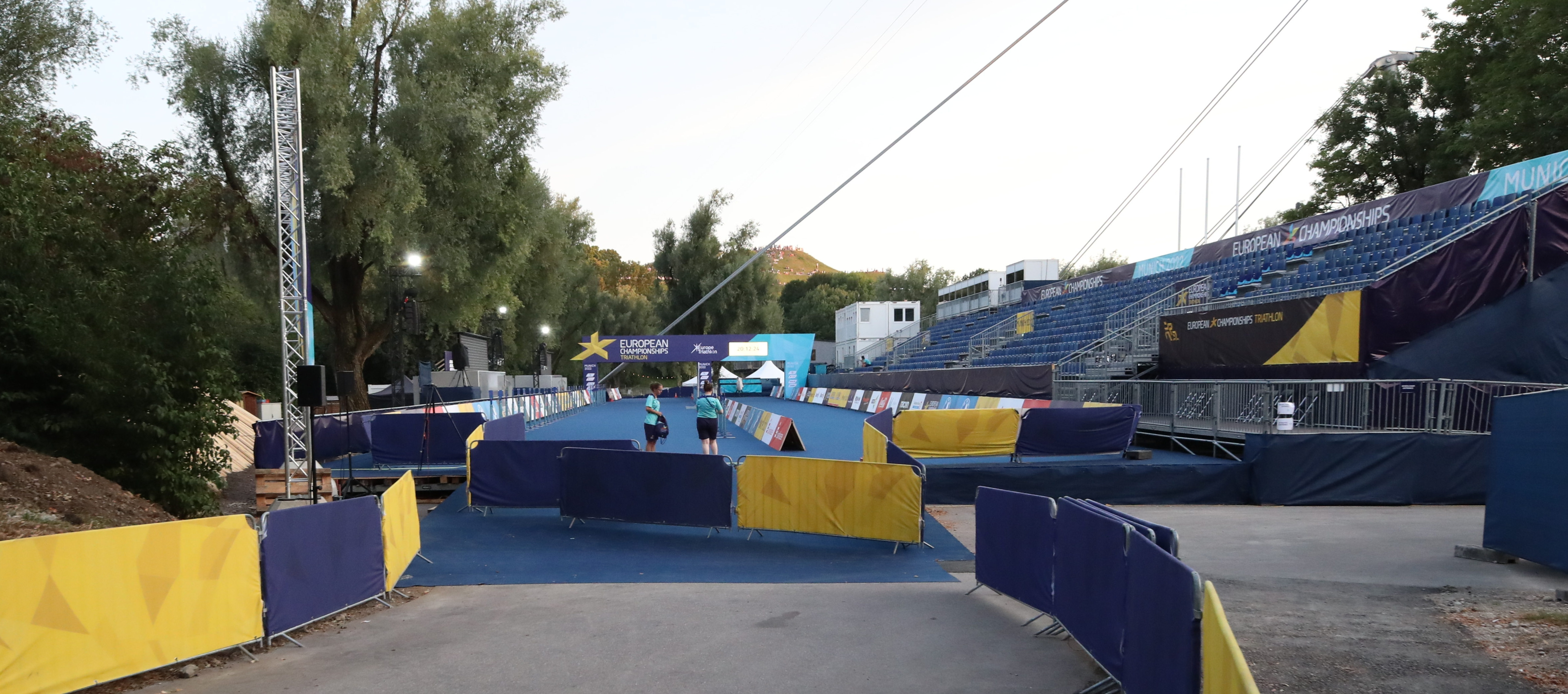
Le site du parc olympique de Munich.

Les épreuves des championnats d'Europe de triathlon 2022, se déroulent les 12, 13 et 14 août 2022, dans le parc olympique de Munich. Les compétitions féminine et masculine se réalisent sur distance standard (M) de 1,5 km de natation, 40 km de cyclisme et 10 km de course à pied, respectivement le 12 et le 13 août. L'épreuve en relais mixte, composée de deux femmes et deux hommes, consiste en quatre circuits de 0,3 km de natation, 7,2 km de cyclisme et 1,6 km de course à pied se déroule le 14 août.
Le parcours de l'épreuve individuelle propose une épreuve de natation à réaliser en deux boucles de 750 m, avec une sortie d'eau entre chaque boucle. La partie vélo de 39,2 km s'exécute en huit boucles de 3,9 km avec un dénivelé très faible. L'étape en course à pied se réalise en quatre boucles de 2,5 km et un dénivelé positif de 30 m par boucles. Le parcours du relais mixte propose une boucle de nation de 300 m, une étape de vélo en deux boucles de 3,6 km, pour finir par une étape de course à pied en une seule boucle de 1,6 km pour les trois premiers relayeurs et de 1,8 km pour le dernier équipier.

## Palmarès

### Hommes élites

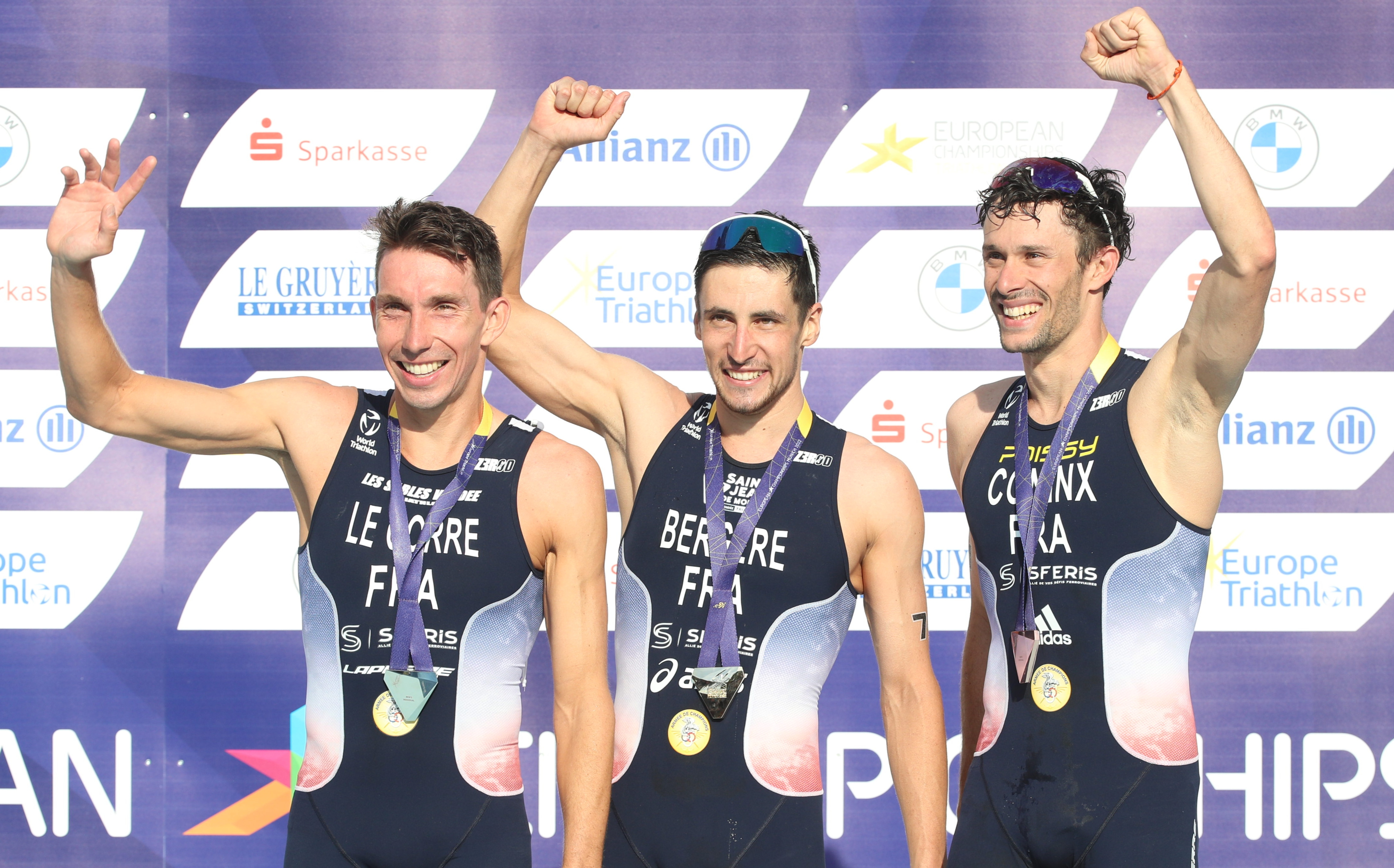
Le trio français vainqueur le la coupe d'Europe.

| Rang               | Triathlète        | Temps           |
| ------------------ | ----------------- | --------------- |
| Médaille d'or      | Léo Bergère       | 1 h 41 min 9 s  |
| Médaille d'argent  | Pierre Le Corre   | 1 h 41 min 17 s |
| Médaille de bronze | Dorian Coninx     | 1 h 41 min 24 s |
| 4                  | Csongor Lehmann   | 1 h 41 min 30 s |
| 5                  | Jelle Geens       | 1 h 41 min 39 s |
| 6                  | João José Pereira | 1 h 41 min 49 s |
| 7                  | Jonas Schomburg   | 1 h 42 min 8 s  |
| 8                  | Michele Sarzilla  | 1 h 42 min 33 s |
| 9                  | Simon Westermann  | 1 h 42 min 38 s |
| 10                 | Bence Bicsák      | 1 h 42 min 46 s |

### Femmes élites

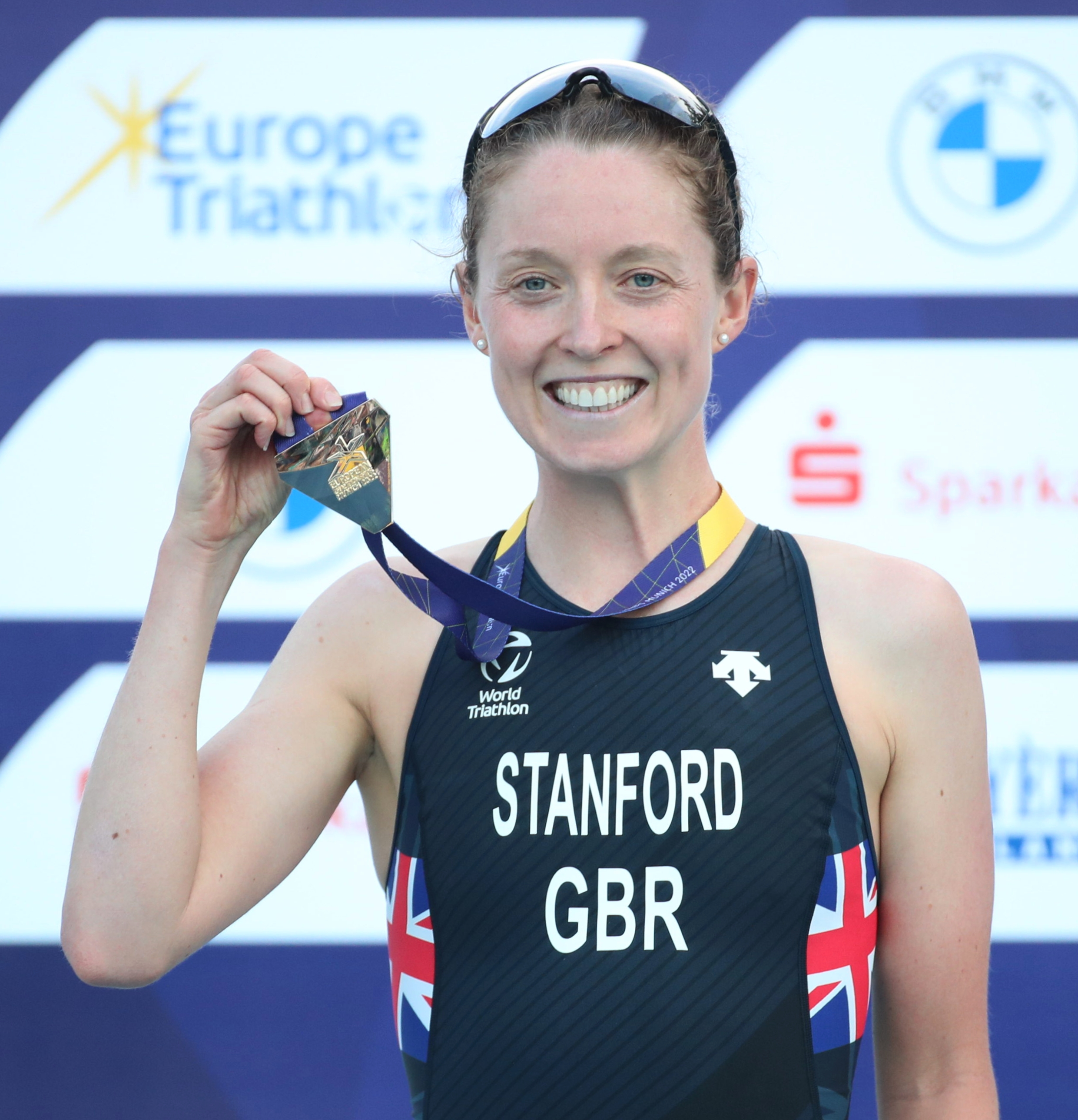
Non Standford, championne d'Europe

| Rang               | Triathlète             | Temps           |
| ------------------ | ---------------------- | --------------- |
| Médaille d'or      | Non Stanford           | 1 h 52 min 10 s |
| Médaille d'argent  | Laura Lindemann        | 1 h 52 min 19 s |
| Médaille de bronze | Emma Lombardi          | 1 h 52 min 22 s |
| 4                  | Nina Eim               | 1 h 52 min 51 s |
| 5                  | Cassandre Beaugrand    | 1 h 53 min 5 s  |
| 6                  | Julie Derron           | 1 h 53 min 10 s |
| 7                  | Miriam Casillas García | 1 h 53 min 23 s |
| 8                  | Alberte Kjær Pedersen  | 1 h 53 min 32 s |
| 9                  | Julia Hauser           | 1 h 53 min 41 s |
| 10                 | Annika Koch            | 1 h 53 min 44 s |

### Relais mixte
| Rang               | Équipe    | Triathlètes                                                       | Temps final     |
| ------------------ | --------- | ----------------------------------------------------------------- | --------------- |
| Médaille d'or      | France    | Léo Bergère - Emma Lombardi - Dorian Coninx - Cassandre Beaugrand | 1 h 25 min 30 s |
| Médaille d'argent  | Allemagne | Valentin Wernz - Nina Eim - Simon Henseleit - Laura Lindemann     | 1 h 26 min 3 s  |
| Médaille de bronze | Suisse    | Max Studer - Cathia Schär - Simon Westermann - Julie Derron       | 1 h 26 min 19 s |
| 4                  | Belgique  | Geens - Barthelemy - Vanderplancke - Vermeylen                    | 1 h 27 min 1 s  |
| 5                  | Espagne   | Grau - Casillas García - Mola - Godoy Contreras                   | 1 h 27 min 2 s  |
| 6                  | Autriche  | Knabl - Feuersinger - Pauger - Hauser                             | 1 h 27 min 25 s |
| 7                  | Portugal  | Vilaça - Santos - Pereira - Tomé                                  | 1 h 27 min 31 s |
| 8                  | Norvège   | Bergsvik Thorn - Miller - Stornes - Løvseth                       | 1 h 27 min 41 s |
| 9                  | Danemark  | Holm - Kjær Pedersen - Gladney Rundqvist - Bendix Madsen          | 1 h 27 min 59 s |
| 10                 | Hongrie   | Dévay - Bragmayer - Lehmann - Dobi                                | 1 h 28 min 35 s |